# Zu Bethlehem geboren
Zu Bethlehem geboren ("Nato a Betlemme") è un tradizionale canto natalizio tedesco, il cui testo è stato pubblicato per la prima volta nel 1637 (con melodia nel 1638) ed è attribuito a Friedrich Spee (1591–1635); la melodia è invece quella della canzone popolare francese Une petite feste, che risale alla fine del XVII secolo. Si tratta di uno dei canti natalizi tradizionali più popolari in Germania.

## Storia
La melodia utilizzata per il brano Zu Bethlehem geboren, ovvero Une petite feste, venne pubblicata per la prima volta a Parigi nel 1599. Nel corso del XVII secolo era già stata utilizzata per un altro canto natalizio tedesco, ovvero Nun wiegen wir das Kindlein.
L'attribuzione del testo al gesuita Friedrich Spee non è certa ed è stata dedotta dallo stile con cui è stato redatto.
Il testo fu pubblicato per la prima volta a Colonia nel 1637 nella raccolta Geistlichen Psälterlein e l'anno seguente, apparve con la melodia nella raccolta Geistlicher Psalter, pubblicata sempre a Colonia.
Il brano apparve in seguito in alcune raccolte del XIX secolo, tra cui Fränkische Volkslieder, pubblicata nel 1855 da Franz Wilhelm von Ditfurth, Geistliche Volkslieder aus alter und neuer Zeit, pubblicata a Lipsia nel 1871 da Friedrich Hommel e Unsere Lieder, pubblicata nel 1875 ad Amburgo da Johann Heinrich Wichern.
Nel corso del XIX secolo il brano era utilizzato soprattutto in ambito ecclesiastico. Il brano acquisì una notevole popolarità nel corso del XX secolo, quando non era eseguito non soltanto in chiesa, ma iniziò ad essere eseguito anche da vari cantanti in ambito "profano".
Il brano apparve in una pubblicazione con l'intestazione Hertzopffer, che fa riferimento alla seconda strofa.

## Testo

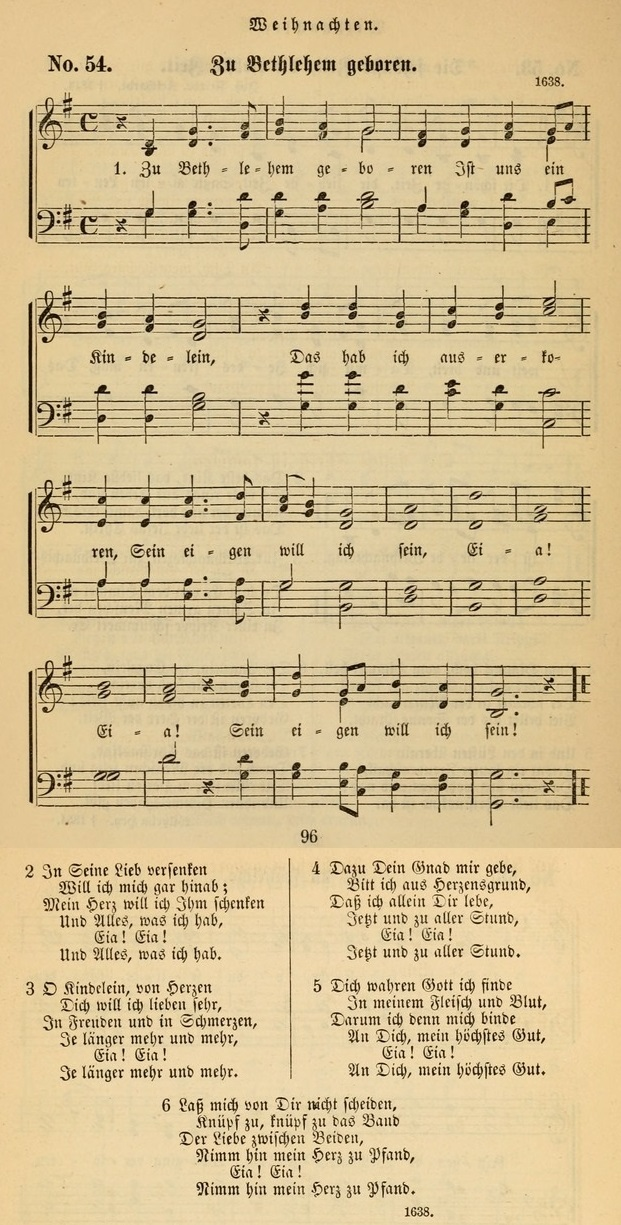
Spartito del brano pubblicato nel 1876

Il testo, di carattere religioso, si compone di 6 strofe, sebbene siano spesso utilizzate soltanto le prime 3 strofe.
Il testo verte sull'adorazione da parte di un fedele del Bambin Gesù. Nel testo, viene utilizzata l'espressione eia, tipica dell'usanza del Kindelwiegen.
Le prime tre strofe recitano:
Zu Bethlehem geboren

ist uns ein Kindelein.

Das hab ich auserkoren,

sein eigen will ich sein.

Eia, eia, sein eigen will ich sein.

In seine Lieb versenken

will ich mich ganz hinab;

mein Herz will ich ihm schenken

und alles, was ich hab.

Eia, eia, und alles, was ich hab.

O Kindelein, von Herzen

dich will ich lieben sehr

in Freuden und in Schmerzen,

je länger mehr und mehr.

Eia, eia, je länger mehr und mehr.

[...]

## Versioni discografiche (lista parziale)
Tra gli artisti che hanno inciso una versione del brano, figurano:
- Berliner Mozartchor e Berliner Kinderchor (in: O du fröhliche[4])
- Johannes Michael Hollenbach S. J. (in: Schallplatten Zur Bibel - Neues Testament[5])
- Andrea Jürgens (in Weihnachten mit Andrea Jürgens del 1979[6])
- Der Kölner Kinderchor con Hans-Günter Lenders (in: Schöne Weihnachtszeit del 1995[7])
- Männerchor Brixen (in Hohe Nacht der klaren Sterne - Die schönsten Männerchöre singen zur Weihnachtszeit del 2005[8])
- Hermann Prey (in: Frohe Weihnacht - Berühmte Solisten und Chöre singen die Schönsten Weihnachtslieder del 1984[9])
- Karl Heinrich Waggerl (in: Es Begab sich... Weihnachtsgeschichten mit Karl Heinrich Waggerl und Melodien zum Fest[10])